# 坚白赤列
坚白赤列（藏語：འཇམ་དཔལ་འཕྲིན་ལས་，威利转写：'jam dpal phrin las，1913年—1984年12月12日），全名结巴堪索·坚白赤列（藏語：རྒྱལ་བ་མཁན་ཟུར་འཇམ་དཔལ་འཕྲིན་ལས་，威利转写：rgyal ba mkhan zur 'jam dpal phrin las），又名措康活佛（藏語：ཚོགས་ཁང་རིན་པོ་ཆེ，威利转写：thogs khang rin po che），男，藏族，西藏芒康人，精通经、律、论三藏，为一威望甚高的格鲁派高僧。

## 生平
坚白赤列3岁时被认定为丝乌寺东仓活佛的转世灵童。1926年前往拉萨哲蚌寺学经，后被追认为罗色林扎仓的措康活佛。1940年获格鲁派格西最高学位拉仁巴格西。1944年在上密院考取密宗学位昂仁巴。翌年出任哲蚌寺结巴扎仓堪布。1956年起，历任中国佛教协会西藏分会秘书长、中国佛教协会常务理事、西藏自治区筹备委员会委员、中国佛教协会西藏分会副会长、西藏自治区政协副主席等职。文化大革命中受到冲击，文革后又任中国佛教协会副会长、西藏自治区政协副主席、中国佛教协会西藏分会会长等。1984年圆寂。